# Hon jazzade en sommar
Hon jazzade en sommar är en fars med manus av Adde Malmberg, baserad på den tyska förlagan Der wahre Jacob av Franz Arnold och Ernst Bach.
Handlingen utspelar sig i Emmaboda 1932. Ortens moralförbund har enhälligt beslutat sända en delegation till syndens näste – Köpenhamn – för att ta reda på hur det egentligen står till med den allmänna sedlighetens förfall. Moraltanterna Ester Lindhagen-Persson (Eva Rydberg) och Ida Karsk (Ewa Roos) får förtroendet att resa till Köpenhamn där de bland annat ska delta i en stor moralkongress. Förvecklingar uppstår när Ester förälskar sig i den tjusige jazzmusikern Valter Persson (Reuben Sallmander). 
Hon jazzade en sommar blev en stor succé på 70-årsjubilerande Fredriksdalsteatern i Helsingborg sommaren 2002. I rollerna sågs bl.a. Eva Rydberg, Ewa Roos, Birgitta Johansson, Reuben Sallmander och Marianne Mörck.
Pjäsen har tidigare spelats i Sverige under titlar som Gamle Adam och Hög moral i Kulladal.